# London Sinfonietta

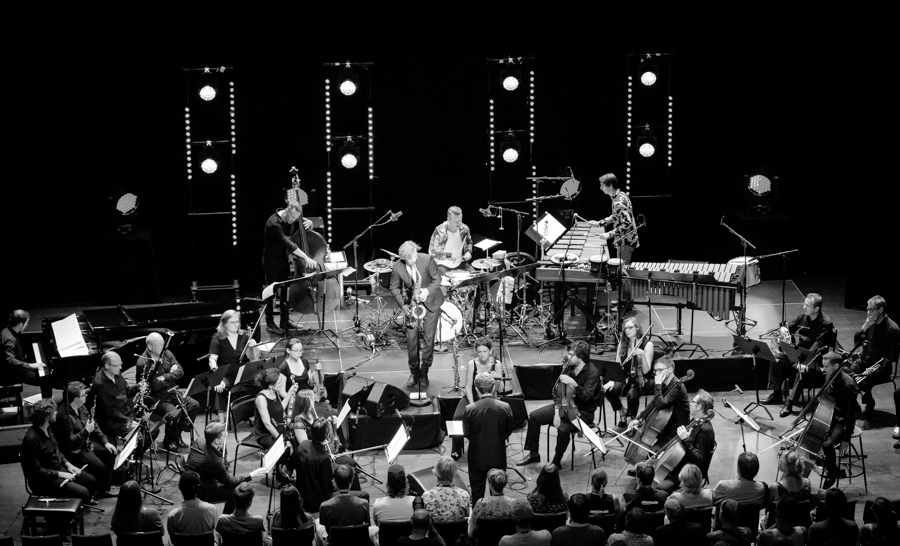
London Sinfonietta (2018)
Bild: Tore Sætre

Die London Sinfonietta ist ein britisches Kammermusikensemble, das 1968 in London von Nicholas Snowman und David Atherton gegründet wurde und sich der Pflege der zeitgenössischen Musik widmet. Es besteht aus 18 Instrumentalisten. Jenseits von Atherton und Oliver Knussen, der ihm als musikalischer Leiter von 1998 bis 2002 folgte, wird die Formation von Gastdirigenten geleitet.

## Wirkung
Seit dem ersten Konzert am 24. Januar 1968, einer Welturaufführung von John Taveners The Whale hat das Orchester mehr als 300 Kompositionen bei Komponisten wie Thomas Adès, Django Bates, George Benjamin, Luciano Berio, Harrison Birtwistle, Tansy Davies, Dai Fujikura, Jonny Greenwood, Kenneth Hesketh, Magnus Lindberg, Steve Reich, Markus Stockhausen, Mark-Anthony Turnage oder Iannis Xenakis in Auftrag gegeben und viele weitere Werke uraufgeführt. Zahlreiche Tonträger wurden auf renommierten Labeln und dem eigenen London Sinfonietta Label veröffentlicht, darunter Werke von etablierten Komponisten wie Louis Andriessen, Alban Berg, John Cage, Henryk Górecki, Hans Werner Henze, György Ligeti, Witold Lutosławski, Arnold Schönberg, Karlheinz Stockhausen, Oliver Knussen, Igor Strawinsky, Michael Tippett, Toru Takemitsu und Kurt Weill, aber auch von jüngeren Komponisten wie Richard Causton, Jonathan Cole, Larry Goves oder Ian Vine. Zunehmend werden auch Kompositionen aus dem Popbereich, etwa von Aphex Twin oder Squarepusher aufgeführt.